# Miss Hispanidad Internacional
Miss Hispanidad Internacional fue un concurso de belleza en el que competían candidatas de los países de Latinoamérica, la comunidad de habla hispana de EE. UU. y España. La competencia se llevaba a cabo anualmente en Miami Beach, Estados Unidos y fue transmitida por Venevisión y Telemundo.

## Ganadoras
| País                 | Títulos | Año(s)     |
| -------------------- | ------- | ---------- |
| México               | 2       | 1992, 1995 |
| Panamá               | 2       | 1989, 1993 |
| Perú                 | 1       | 1994       |
| Estados Unidos       | 1       | 1991       |
| República Dominicana | 1       | 1990       |
| Venezuela            | 1       | 1988       |

## Resultados
| Año  | Miss Hispanidad Internacional          | 1.ª Princesa                              | 2.ª Princesa                         | 3.ª Princesa                    | 4.ª Princesa                        |
| ---- | -------------------------------------- | ----------------------------------------- | ------------------------------------ | ------------------------------- | ----------------------------------- |
| 1988 | Emma Rabbe Venezuela                   | Ivette Peña Martinez República Dominicana | Ofelia Rosa Rodriguez de León España | Paula Inés Palacios Dávila Perú | Lissete Abraham Estados Unidos      |
| 1989 | Gloria Quintana Panamá                 | Fabiola Candosín Venezuela                | Lisbeth Santana República Dominicana | Cecilia Pérez Estados Unidos    | Ingrid Ángel Colombia               |
| 1990 | Rosario Rodríguez República Dominicana | Chiquinquirá Delgado Venezuela            | Gemma Figueras España                | Isbelia Quijada Estados Unidos  | Carolina Brachetti Argentina        |
| 1991 | Yulaykis Piloto Estados Unidos         | Carolina Bringas Hernández México         | -                                    | -                               | Mariana Martínez Venezuela          |
| 1992 | Mónica Monreal México                  | Adelaida Céspedes España                  | Lisette Mutti Venezuela              | María Huarte Colombia           | Melissa Vargas República Dominicana |
| 1993 | Elsa del Carmen Jiménez Panamá         | Laura Gaerste Venezuela                   | Carolina González Chile              | Jessica Echeverria Guatemala    | Cynthia Osuna Estados Unidos        |
| 1994 | Karina Calmet Perú                     | Liliana González Paraguay                 | Idalmis Vidal Estados Unidos         | Fuensanta Correas España        | Silvia Solis México                 |
| 1995 | Fabiola Pérez México                   | Gloria Ramírez Colombia                   | Ruth Flores España                   | Erika Can Estados Unidos        | Dorkis Sarmiento Venezuela          |